# Erjanik Ghubasaryan
Erjanik Ghubasaryan (Hamburgo, 21 de febrero de 2001) es un futbolista alemán, nacionalizado armenio, que juega en la demarcación de centrocampista para el FC Urartu de la Liga Premier de Armenia.

## Selección nacional
Tras jugar en las categorías inferiores de la selección, finalmente hizo su debut con la selección de fútbol de Armenia en un partido amistoso contra Chipre que finalizó con un resultado de empate a dos tras los goles de Andreas Karo y Dimitris Hristofi para Chipre, y un doblete de Grant-Leon Ranos para Armenia.

## Clubes
| Club                | País     | Año       | Partidos | Goles |
| ------------------- | -------- | --------- | -------- | ----- |
| Lüneburger SK Hansa | Alemania | 2020-2022 | 27       | 0     |
| BKMA Ereván         | Armenia  | 2022-2023 | 2        | 0     |
| FC Noah             | Armenia  | 2023-     | 4        | 0     |